# Clerys
Clerys was een lang bestaand warenhuis aan O'Connell Street in Dublin, Ierland. Het bedrijf dateerde uit 1853, maar het huidige gebouw dateert uit 1922. Het oorspronkelijke pand werd tijdens de Paasopstand van 1916 volledig verwoest. In 2004 voltooide Clerys een vijfjarig restauratieprogramma voor een bedrag van € 24 miljoen. Na de sluiting van het warenhuis in 2015  als gevolg van het faillissement werd de locatie herontwikkeld.
De Clerys-groep omvatte ook drie "At Home With Clerys"-winkels voor huishoudelijke artikelen in winkelcentra buiten de stad in Blanchardstown, Leopardstown en Naas. Daarnaast was er het discountwarenhuis Guiney and Co (een ander bedrijf dan de Guineys-keten) aan 79-80 Talbot Street. Bij het faillissement in 20912 werden deze allemaal gesloten. Vroeger was er een modewinkel in The Square, Tallaght, maar deze was al gesloten voordat het faillissement was aangevraagd. 

## Eigendom
In mei 1853 opende Mac Swiney de winkel Delany and Co., 'The New or Palatial Mart', op de plaats van de huidige winkel aan de wat destijds nog Sackville Street genaamd was. In 1883 werd het pand overgenomen en hernoemd door M.J. Clery (overleden 1896), een inwoner van Bulgaden, in het county Limerick. William Martin Murphy was ook bij het bedrijf betrokken.
Clerys werd in 1941 door Denis Guiney (1893–1967) gekocht voor 250.000 Ierse pond uit een boedel van curator Craig Gardner & Co. Denis Guiney stierf in 1967, en zijn weduwe Mary Leahy bleef voorzitter tot haar dood op 23 augustus 2004 op 103-jarige leeftijd. 
Clerys werd op 17 september 2012 onder curatele gesteld. Curatoren Paul McCann en Michael McAteer van Grant Thornton zeiden dat de toekomst van de winkel veiliggesteld kon worden. 

## Sluiting
Kieran Wallace en Eamonn Richardson  werden op 12 juni 2015 benoemd tot gezamenlijke curatoren van OSC Operations Limited (de "Vennootschap") handelend onder de naam Clerys. Het bedrijf stopte met onmiddellijke ingang zijn activiteiten.
Het personeel kreeg 30 minuten tijd om zijn spullen te pakken en te vertrekken. Sommigen werkten daar al meer dan 40 jaar. Clerys werd verkocht voor € 1,00 en het gebouw zelf werd voor € 29 miljoen verkocht aan de Natrium Investment Group, met Paddy McKillen's Oakmount en Europa Capital die aan boord kwamen om de locatie te herontwikkelen. Dit gebeurde onder leiding van Henry J Lyons architecten, die getracht hebben om zoveel mogelijk van het oorspronkelijke ontwerp (gebaseerd op Selfridges' in Londen) te behouden.

### Clerys Quarter
Clerys werd herontwikkeld tot een complex met kantoren, winkels en uitgaansgelegenheden genaamd Clerys Quarter. Press Up Entertainment exploiteert een boetiekhotel in het complex onder de naam The Clery inclusief een bar op het dak en een restaurant.

## Clerys klok
Een grote klok met twee kanten hangt boven de centrale deuren van Clerys in O'Connell Street (tegenover het standbeeld van Jim Larkin ). "Under Clerys' clock" is een bekend afspreekpunt voor zowel Dubliners als bezoekers van het platteland, en staat in de cultuur van de stad bekend als een plek waar veel romances beginnen. In 1990, op de vijftigste verjaardag dat Denis Guiney de winkel overnam, werd een nieuwe klok geïnstalleerd. 

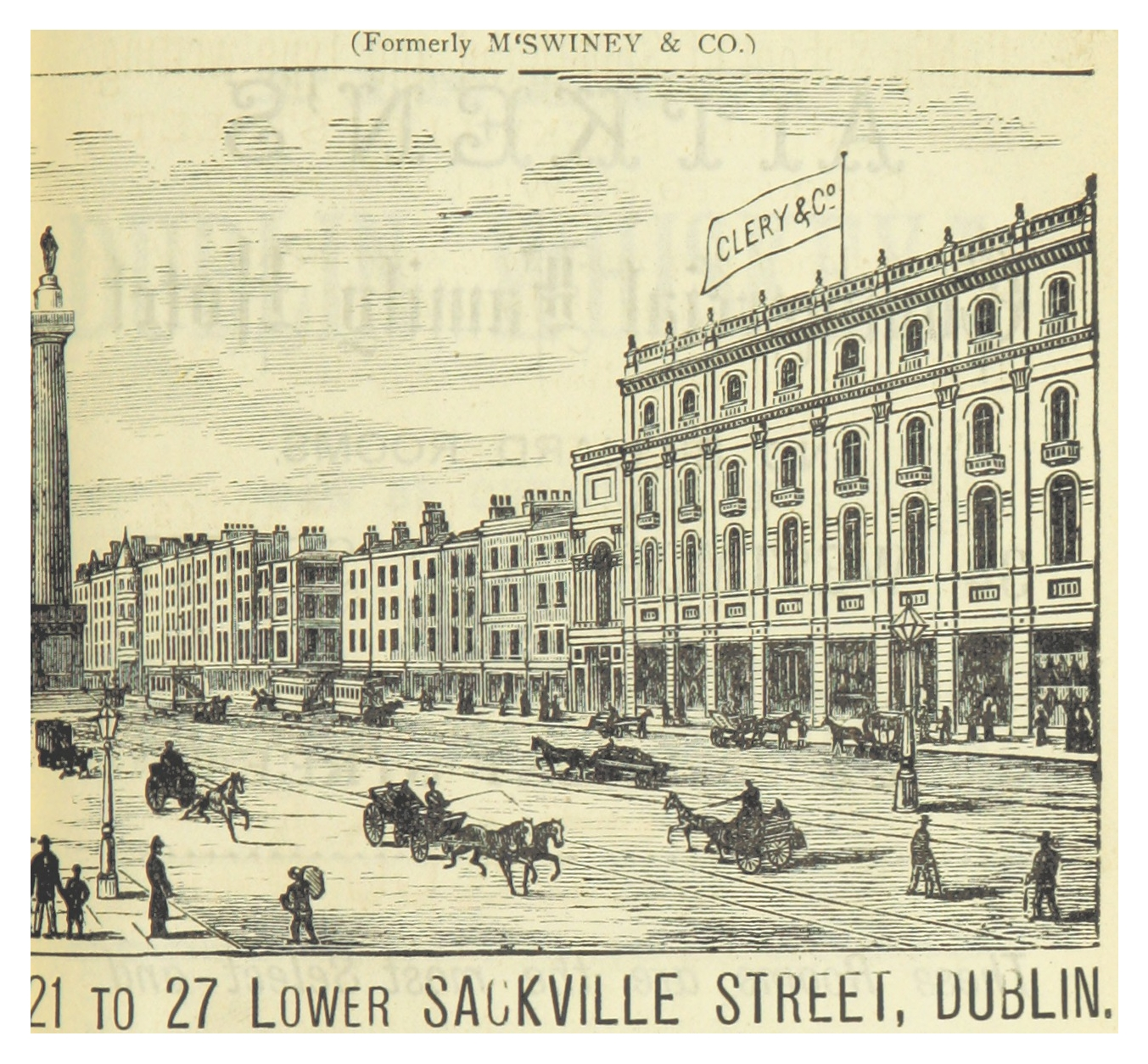
Afbeelding uit 1891 van Clerys in Lower Sackville Street
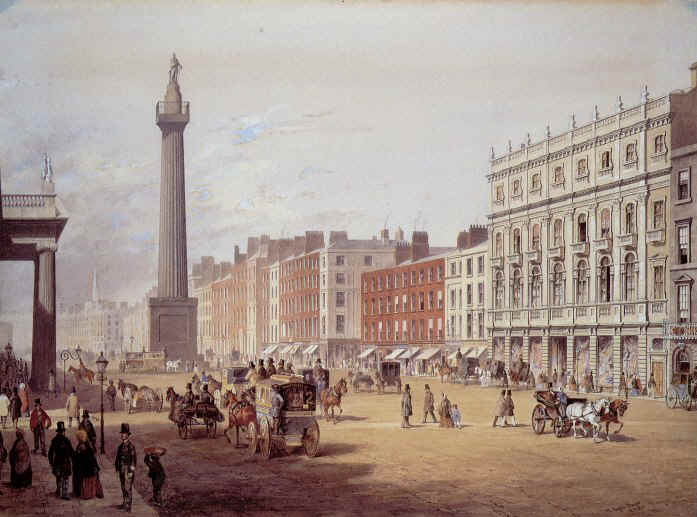
Afbeelding uit 1853 van Nelson's Pillar en Clerys
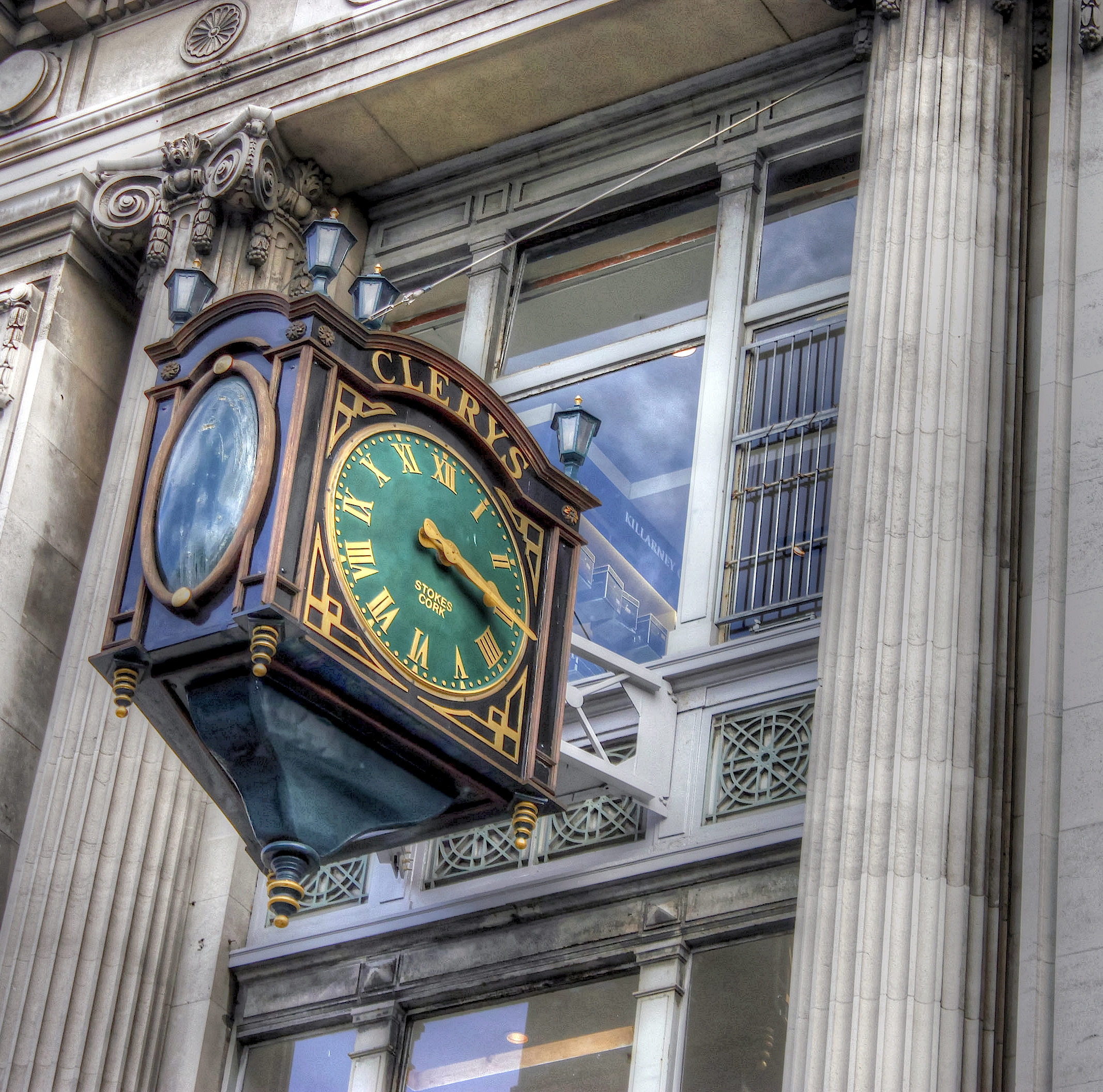
De klok van Clerys in 2012

## Guiney en Co
Guiney and Co was het discountwarenhuis van Clerys aan 79-80 Talbot Street, niet ver van een van de filialen van Guineys' in Dublin aan 83 Talbot Street. Hoewel de twee winkels door afzonderlijke bedrijven werden gerund, werd de laatste keten opgericht door Michael Guiney, een neef van Denis Guiney, die had gewerkt als inkoper van huishoudelijke goederen en meubels bij Clerys, voordat hij in 1971 zijn eigen winkel in Dublin oprichtte. 